# Pietro Ghetti

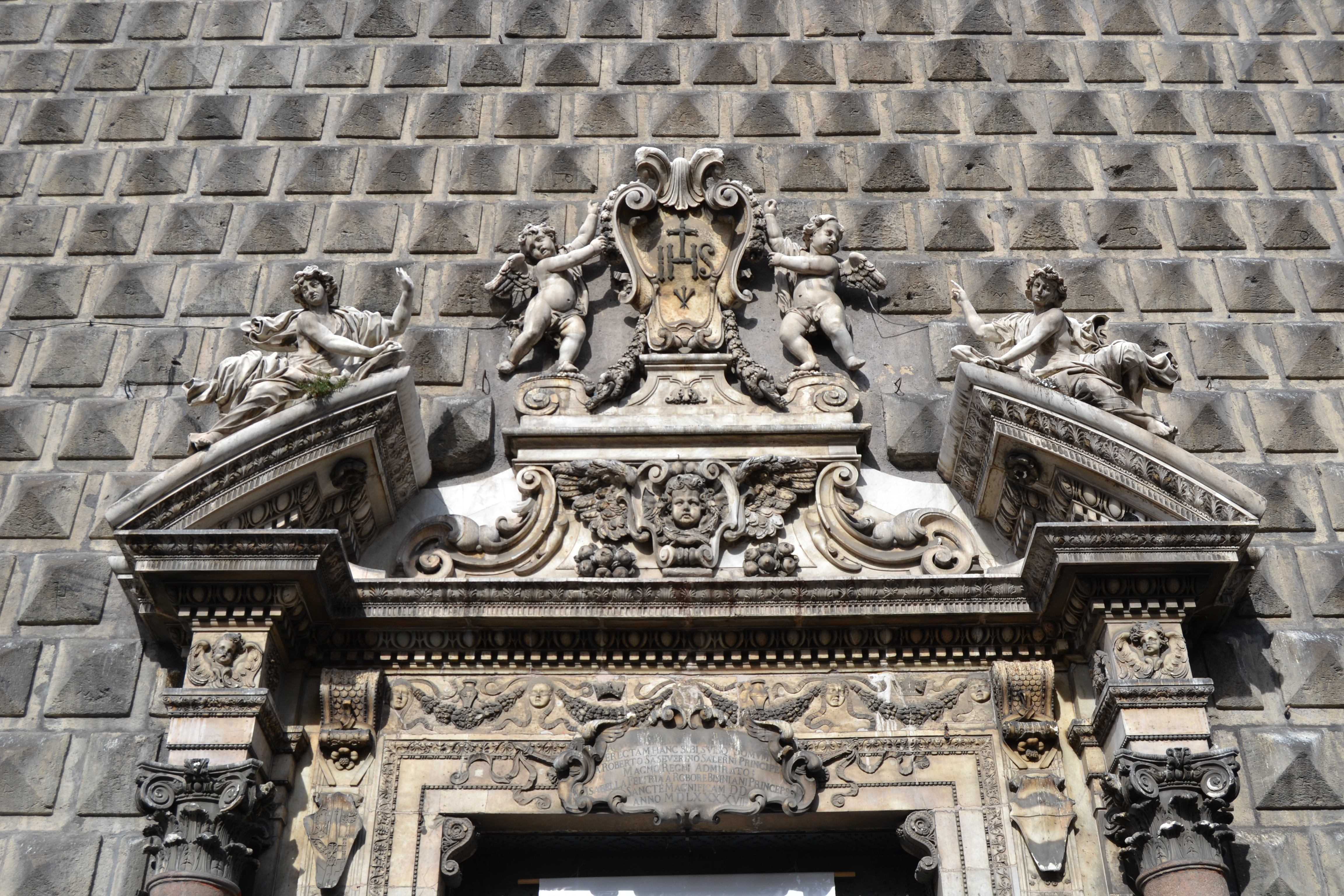
Fastigio dei Ghetti sul portale del Gesù Nuovo

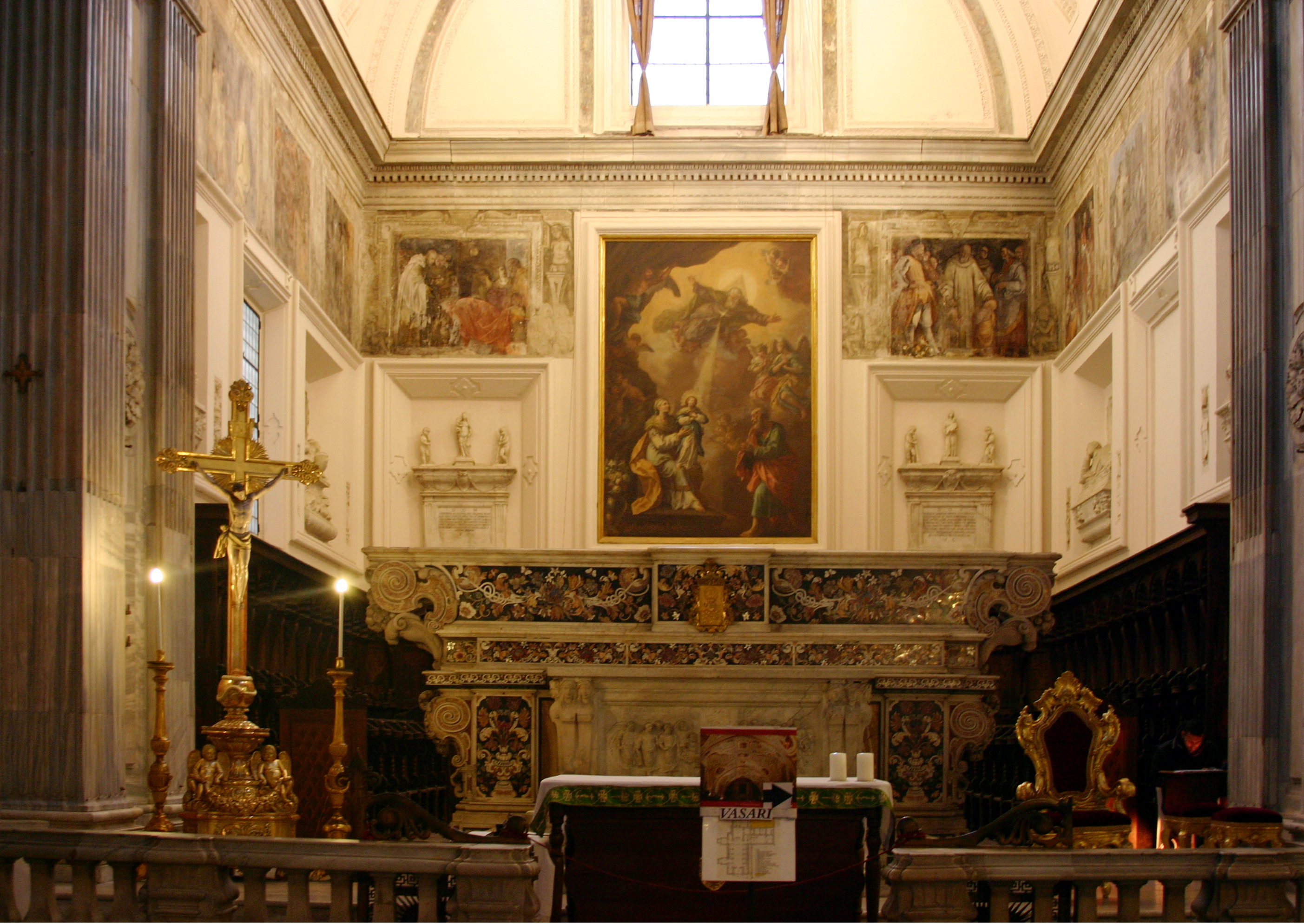
L'altare maggiore di Monteoliveto

Pietro Ghetti (Carrara, XVII secolo – Napoli, 1726 circa) è stato uno scultore e ingegnere italiano, fratello di Bartolomeo Ghetti, insieme al quale era solito lavorare. Secondo gli studiosi, quando i due fratelli lavoravano insieme attuavano una divisione di compiti: se Bartolomeo si occupava delle parti ornamentali, a Pietro era invece destinato l'incarico di scolpire le figure.

## Biografia
Di estrazione romana, si formò presso la bottega del Bernini. La presenza di Pietro a Napoli è documentata dal 1671, infatti venne al seguito di Luigi Bernini, fratello di Gian Lorenzo ed anch'esso architetto e scultore che, dopo aver violentato gravemente un adolescente dietro la base di una delle grandi statue poste sotto i piloni di sostegno della cupola, dovette pagare il padre del fanciullo e scappare a Napoli il 3 dicembre 1670. La prima opera di Pietro fu la statua di San Francesco Borgia nella chiesa del Gesù Vecchio ed è datata al 1671. Nel 1678 fu il turno del sepolcro del cardinale Innico Caracciolo, posto nel Duomo di Napoli, che rappresenta la sua opera "solista" più conosciuta; nello stesso anno, nel Gesù Vecchio, i due fratelli si occuparono anche della decorazione della cappella di San Francesco Borgia. Nel 1679 entrambi i fratelli iniziarono la decorazione marmorea della chiesa di Santa Maria dei Miracoli e contemporaneamente, sotto la guida di Giovan Domenico Vinaccia, cominciarono a lavorare alle decorazioni marmore del transetto sinistro nella chiesa di San Giuseppe dei Ruffi e della chiesa di Sant'Andrea delle Dame.
Nel 1681 risultarono iscritti sia lui che Bartolomeo alla corporazione degli scultori e marmorari; nel biennio 1683-1684 realizzarono l'altar maggiore della chiesa di Santa Maria Donnaromita, oggi deturpato dai rastellamenti, e nel 1684 lavorarono nella chiesa di San Giovanni Battista delle Monache. L'anno successivo Pietro eseguì due allegorie ad altezza uomo nella chiesa di Santa Maria Regina Coeli. Dal 1686 al 1688 i fratelli furono impegnati nella realizzazione del Monumento funebre dei cardinali Francesco Maria e Stefano Brancaccio; la progettazione dell'opera fu affidata a Francesco Antonio Picchiatti e l'esecuzione ai due fratelli carraresi che seppero intelligentemente fondere la loro formazione berniniana con gli intenti del progetto del Picchiatti. Dal 1688 all'anno successivo ebbero, come commissione, la realizzazione dell'altare Loffredo nella Cattedrale, sul quale venne successivamente posta una tela di Francesco Solimena raffigurante San Giorgio. Contemporaneamente furono attivi anche presso l'abitazione del Marchese di San Marco a Rodi Garganico nella realizzazione di alcuni marmi.
Dal 1690 fino al 1707 furono occupati, in una serie di realizzazioni, nella chiesa dei Girolamini; nel frattempo ebbero impegni presso la chiesa di San Gregorio Armeno nell'esecuzione di marmi mischi nelle cappelle del Martirio di San Giovanni Battista e San Benedetto. Nel 1690, su disegno del Vinaccia, venne eseguito l'altare maggiore di Monteoliveto. Intorno all'ultimo decennio del XVII secolo iniziarono ad associarsi alla bottega anche i figli di Bartolomeo. Nel 1692 realizzarono l'altare maggiore nella chiesa di Santa Maria del Rosario alle Pigne e la decorazione marmorea sul preesistente portale cinquecenteco della chiesa del Gesù Nuovo. Nel 1696 fornirono i marmi per il pavimento della chiesa di Regina Coeli e lavorarono nel palazzo di Francesco D'Andrea per la fontana del Fauno. Lavorarono anche alla cappella San Giacomo in Santa Caterina a Formiello; nel 1698 furono attivi presso la chiesa di San Francesco ad Aversa ed iniziarono pure i lavori marmorei per la chiesa di Gesù e Maria, che terminarono solamente nel 1728. Una delle opere significative della bottega fu il cantiere della Sagrestia della Chiesa di San Domenico Maggiore, dove realizzarono sul finire del secolo la decorazione marmorea del pavimento e dell'altare. Presso la chiesa di San Girolamo delle Monache realizzarono l'altare maggiore ed eseguirono i marmi della cappella di Gaetano Bruno nella Cattedrale di Cercemaggiore.
Il nuovo secolo si aprì per Pietro con un pagamento da parte di Giovanni Maria Maneri per un altare nella parrocchiale di Arzano (il pagamenento fu riscosso dal nipote Nicola Ghetti). Nel 1701 fu autore di un epitaffio da apporre sull'ingresso del Seminario arcivescovile. Tra il 1704 e il 1705 scolpì i ritratti dei coniugi Sorrentino nella chiesa di Santa Maria del Rifugio e, contemporaneamente, entrambi lavorarono in una cappella e all'altare della chiesa dell'Annunziata ad Airola. Pietro ebbe anche il compito di dirimere una controversia tra il marmoraro Giovanni Ragozzino e la chiesa dell'Annunziata di Marcianise, coadiuvato nell'impresa da Giacomo Colombo. Dal 1705 al 1706 la bottega fu occupata nella realizzazione di un altare nella chiesa di San Pietro Martire; nel 1707 Nicola e Pietro realizzarono la Tomba del marchese d'Umbratico Giuseppe Rovigno nella chiesa di Santa Maria della Verità. Dopo la morte di Bartolomeo avvenuta intorno al 1708, Pietro e i nipoti si occuparono di portare avanti la bottega.
Pietro, nell'anno 1709, fu console presso la Corporazione dei Quattro Ss. Martiri coronati dell'arte dei marmorari e scultori. Per la bottega quello fu un periodo di forte espansione: a Salerno lavorarono con il marmoraro salernitano Virginio Ogna nella Cattedrale di Salerno, furono eseguiti lavori in marmo presso la chiesa di Sant'Anna a Montemiletto e gli altari maggiori nelle chiese di Teano e Caiazzo. Nel 1714 Pietro ebbe la commissione di realizzare sei busti nel palazzo Positano alla Pignasecca (Quartieri Spagnoli) ed eseguì il ritratto per monsignor Rondola ora nel chiostro della Basilica di San Lorenzo Maggiore. Due anni dopo realizzò lavori presso la chiesa di Santa Maria Ancillarum e nel 1723 si presentò come ingegnere e scultore di marmi nel palazzo Cavaniglia per la realizzazione di una parete in bardiglio. Pietro Ghetti morì intorno al 1726, lasciando la bottega ai nipoti Andrea, Nicola e Corinto (quest'ultimo sarà anche ingegnere regio).